# Laverna Dorsa
I Laverna Dorsa sono una struttura geologica della superficie di Venere.